# 刺鰕虎魚屬
刺鰕虎魚屬，为背眼鰕虎科一个属。该物种因船只释放压载水而被意外引入澳大利亚和加利福尼亚州。

## 分类
本属属于小鰕虎亞科、刺鰕虎族，過去曾屬於鰕虎科。
本属物种如下：
- 黃鰭刺鰕虎魚（Acanthogobius flavimanus）
- 矛尾刺鰕虎魚（Acanthogobius hasta）
- 乳色刺鰕虎魚（Acanthogobius lactipes）
- 棕刺鰕虎魚（Acanthogobius luridus）

## 扩展阅读
- 維基物種上的相關：刺鰕虎魚属
- WoRMS数据：http://www.marinespecies.org/aphia.php?p=taxdetails&id=268191 （页面存档备份，存于）